# Kispéter András
Kispéter András (Kiskundorozsma, 1925. október 14. – 2009. április 7.) magyar irodalomtörténész, kritikus, az irodalomtudomány kandidátusa.

## Életútja
Középiskolai tanulmányait Szegeden végezte. 1946–1948 között a Szegedi Tudományegyetem hallgatója volt, 1948–1950 között a Pázmány Péter Tudományegyetem magyar–történelem szakán tanult, itt szerzett középiskolai tanári oklevelet 1950-ben. 1950–1951 között a Magyar Rádió irodalmi lektoraként tevékenykedett, 1951–1955 között pedig az Eötvös Loránd Tudományegyetem (ELTE) magyar irodalmi tanszékén oktatott aspiránsként. 1955-ben megvédte kandidátusi értekezését, egyúttal az MTA Irodalomtörténeti Intézetének tudományos munkatársa lett. Itt dolgozott egészen 1961-ig, amikor a Magyar Helikon Könyvkiadó főszerkesztői állását foglalta el. Négyévnyi kiadói munka után 1965-ben az ELTE 20. századi irodalomtörténeti tanszékének tudományos főmunkatársává nevezték ki, itt végzett kutató- és oktatómunkát nyugdíjazásáig. Pályafutása során több külföldi egyetemen megfordult vendégprofesszorként, így 1975-ben a Leningrádi Állami Egyetemen, 1976–1979 között a Bukaresti Egyetemen oktatott, illetve két ízben, 1987-ben és 1989-ben a Szófiai Ohridai Szent Kelemen Egyetem meghívott tanára volt.

## Munkássága
Szakterülete a 19. század végi és 20. század eleji magyar irodalom története és az irodalmi szecesszió stílustörténeti elemzése. Életművének kiemelkedő jelentőségű területe Ady Endre munkásságának kutatása, műveinek kritikai kiadása, emellett behatóan foglalkozott Gárdonyi Géza, Tömörkény István és Juhász Gyula munkásságával.

### Főbb művei
- Juhász Gyula. Budapest: Művelt Nép. 1956. = Nagy Magyar Írók.
- Tömörkény István. Budapest: Akadémiai. 1964. = Irodalomtörténeti Könyvtár, 13.
- Gárdonyi Géza. Budapest: Gondolat. 1970. = Nagy Magyar Írók.